# Celso Borges
Celso Borges Mora (født 27. maj 1988 i San José, Costa Rica) er en professionel fodboldspiller fra Costa Rica. Han spiller i øjeblikket for Alajuelense i Costa Rica.